# Санкт-Петербурзька митрополія
Санкт-Петербурзька митрополія — митрополія Російської православної церкви на території Санкт-Петербурга і Ленінградської області.

## Історія
Починаючи з 1783 року, коли архієпископ Гавриїл (Петров) був возведений у сан митрополита, поняття «Санкт-Петербурзька митрополія» було тотожне поняттю Санкт-Петербурзька єпархія, бо цю єпархію завжди очолював єпископ у сані митрополита.
Відповідно до Положення про обласних преосвященних від 12 березня 1934 року на виконання постанови Помісного собору 1917—1918 років про митрополичі округи Тимчасовий Патріарший синод утворив церковні області у складі кількох єпархій, в тому числі в межах Ленінградської області. Була утворена митрополія з центром у Ленінграді. Дата скасування точно невідома. Швидше за все це сталося в 1943 році при проведенні перебудови єпископських кафедр.
12 березня 2013 року рішенням Священного синоду Російської православної церкви була утворена Санкт-Петербурзька митрополія, яка об'єднала новостворені Виборзьку, Гатчинську, Тихвінську і Санкт-Петербурзьку єпархії, з якої вони були виділені.

## Склад митрополії
Митрополія включає в себе 4 єпархії

### Виборзька єпархія
Територія — Всеволожський, Виборзький і Приозерський райони Ленінградської області.

### Гатчинська єпархія
Територія — Волосовський, Гатчинський, Кінгісеппський, Ломоносовський, Лузький, Сланцевський і Тосненський райони Ленінградської області

### Санкт-Петербурзька єпархія
Територія — місто федерального значення Санкт-Петербург.

### Тихвінська єпархія
Територія — Бокситогорський, Волховський, Кіріський, Кіровський, Лодєйнопольський, Подпорозький, Тихвінський райони Ленінградської області.